# Püspök

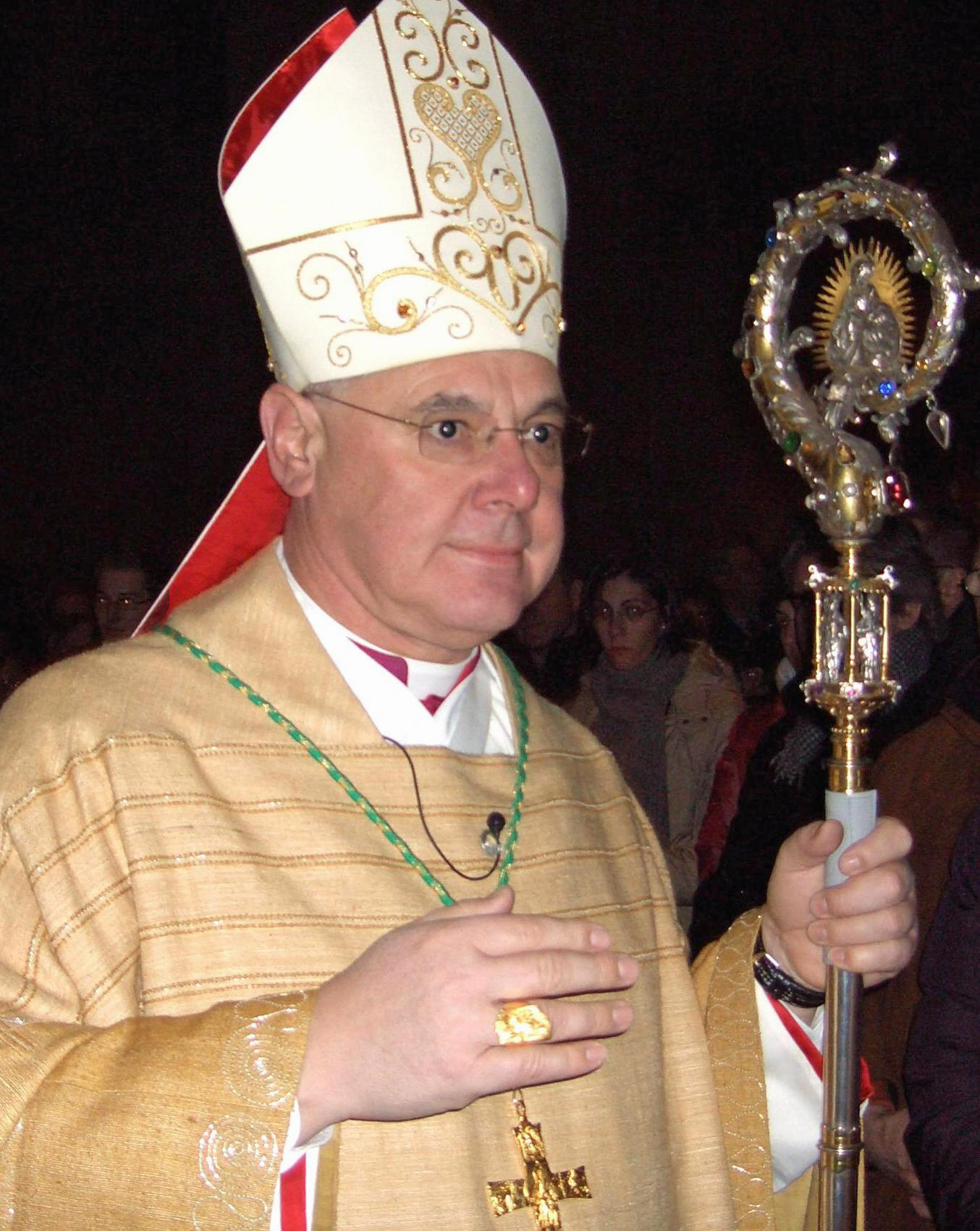
Gerhard Ludwig Müller római katolikus püspök

A püspök a keresztény egyházak jelentős részében egy hivatali cím, mely lelki, tanításbeli és kormányzati feladatot ró annak viselőjére. A püspök rendszerint egy, többnyire területi alapon szerveződő keresztény közösség vezetője. A katolikus és az ortodox egyház felfogása szerint a püspökök a Jézus által kiválasztott 12 apostol utódai.

## A szó eredete
A szó a görög επισκοπος (episzkoposz) szóból ered, melynek jelentése felügyelő, őrködő. A fogalom már a Periklész korabeli Athénban is előfordul: azokat a polgári biztosokat, megfigyelőket jelölte, akiket az athéni vezetés a szövetséges városokba küldött, és akikre a nem túl megbízható szövetséges városállamokban helyi hatalmat is ruházott).
Az újszövetségi Szentírásban több helyen előfordul. (Például ApCsel 20,28; Fil 1,1; 1Tim 3,2; Tit 1,7). Az Újszövetségben a püspöki hivatal mintája az egykorú görög és hellenista zsidó környezetből származik. 

## Kialakulása és fejlődése a korai egyházban
A bibliai szövegek alapján nyilvánvaló, hogy az apostoli időkben még nem kristályosodott ki pontosan ennek a címnek a használata. Olykor felváltva használták a presbiter (πρεσβυτερος preszbüterosz) szóval. Egy alkalommal magát Krisztust is episzkoposznak nevezi a Szentírás (1Pét 2,25).
Az ApCsel 20,28 az efezusi gyülekezet episzkopoi (püspök)-nek is nevezett "véneinek" hivatalát a pásztori szolgálathoz hasonlítja.  Az apostoli korban még nem tettek különbséget az episzkoposz (= felügyelő) és a preszbüterosz (= idősebb) hivatala között. 
Az őskereszténységben a gyülekezetek élete teljességgel a „Lélek” irányítása alatt állt, a tisztségviselők súlya kicsi volt, hiszen a „lelki” funkciókat a "Lélek hordozói" látták el, azok a karizmatikus ajándékokkal megáldott apostolok, ún. próféták és tanítók, akik az egész egyházért munkálkodtak. A püspökök (vagy presbiterek) és a diakónusok csupán a külső dolgokban segédkeztek. A püspökség presbiterátus fölé rendelése – miközben egy szinten is maradt vele – akkortájt történt, amikor az apostolok eltűnőben voltak, vagy már el is tűntek, és a gyülekezetek megerősödésével az utazó hittérítők és a próféták szerepe háttérbe szorult.
A 2. században kezdődő kísérleteket a successio apostolica (apostoli folytonosság, utódlás) olyan értelmezésére, mely szerint minden püspök valamely apostol utóda, felváltja az a meggyőződés, hogy az apostolok közösségének törvényes folytonossága a püspökök testületében valósul meg. A püspökség intézménye az ún. "páli fordulat" kapcsán (2. század) az egyház kialakulásával kapcsolatban szerveződött meg.
Antiochiai Szent Ignác 2. század eleji leveleiben az episzkoposz szó már a mai értelemben, bizonyos hivatalt jelent. Nála már egymástól határozottan szétválasztható a püspök (episzkoposz), a pap (preszbüterosz) és a szerpap vagy diakónus (διακονος diakonosz) hármas felosztás.
A gnosztikus áramlatok hatására az egyházban kialakult egy hármas norma, mely segített ezen áramlatok elleni harcban. A közös hitvallás, az Újszövetség kánonjának lezárása és az erős püspöki rendszer biztosította a hitvédelem sikerességét. A 3. századra a püspöki intézmény megszilárdult. A püspök feladata a tanítás hűséges őrzése, a rábízottak vezetése, irányítása, a közös liturgia vezetése.
Az egyház területi felépítése a Milánói ediktum (313) után követte a Diocletianus utáni Római Birodalmon belüli közigazgatási struktúrát. Ez leginkább az egyházmegye szervezeti felépítésénél vehető észre. Ebben az időben püspök állt a jelentősebb városokban lévő keresztény közösségek élén. Ő irányította az egyházi életet és a missziót is. Munkáját a presbiterek támogatták (ez itt már alacsonyabb rendű hivatal) a diakónusok segítségével. Ekkoriban az egy város–egy püspök–egy egyház elv érvényesült. Az egyház terjeszkedésével egy-egy püspök már nemcsak a saját közössége élén állott, hanem több közösség felett. Ezért az egyes helyi közösségekben már a presbiterek, mint a püspökök képviselői, helyettesei vezették a közös liturgiát. Püspökségnek vagy egyházmegyének (dioecesis) nevezték az egyes püspökök területét, mely egy nagyobb városból, és a hozzátartozó kisebb településekből állt. Rendszerint ez a város volt a püspök székhelye.

## Püspök akatolikus egyházban
A püspöki hivatal az egyházi rend legmagasabb foka, viselője teljes mértékben részesedik a papság szentségében. Manapság ritkán fordul elő, de elvileg lehetséges, hogy laikusból (vagyis nem diakónussá vagy pappá szentelt személyből) legyen püspök. Ilyen esetben a szóban forgó személyt először diakónussá, majd áldozópappá szentelik, és csak ezt követően részesül a püspökké szentelésben.
A püspököket a pápa nevezi ki, illetve néhány egyházmegyében ősi privilégiumok alapján a káptalan választja, és ezt a választást a pápa erősíti meg. A kinevezett püspök a püspökké szenteléssel részesedik a megszentelői, a tanítói és az egyházkormányzati hatalomban. Püspök csak megkeresztelt férfi lehet. A jelenleg érvényes egyházi törvények szerint a püspökké szentelés további feltételei:
1) kiválóan erős hit, jó erkölcsök, jámborság, a lelkekért való buzgóság, bölcsesség, okosság, emberi erények, az illető hivatalhoz szükséges egyéb adottságok;
2) jó hírnév;
3) a harmincötödik életév betöltése;
4) az áldozópapi rendben eltöltött legalább öt év;
5) teológiai, szentírástudományi vagy kánonjogi doktorátus vagy legalább licenciátus, melyet a jelölt a Szentszék által jóváhagyott intézményben szerzett, vagy legalább valódi jártasság ezekben a tudományokban.
A püspöki jelvények közé tartozik a székesegyházban álló trónus, a mitra (püspöksüveg), a pásztorbot, a mellkereszt és az egyházi gyűrű. 

### Megyés püspökök és címzetes püspökök
Vannak megyés püspökök és címzetes püspökök. Megyés püspöknek azokat a püspököket nevezik, akikre valamelyik egyházmegye gondozása van bízva. A címzetes püspök tényleges egyházmegyével nem rendelkezik, már megszűnt, vagy „in partibus infidelium” (hitetlenek lakta) területet szimbolizáló jelzőt kap (Antiochia, Ephezus, Thyateira püspöke). Ilyen Hippo is, melynek püspöke volt Hippói Szent Ágoston, jelenleg azonban már csak címzetes püspöki szék. Címzetes püspöki címet rendszerint a Szentszék hivatalaiban (kúria, kongregációk) dolgozó, arra érdemes papok kapnak, akik e munkájuk mellett valódi egyházmegyei feladatokat nem tudnak ellátni. A megyés püspököket segítő segédpüspökök és a pápa diplomatái, tehát a nunciusok is címzetes püspökök vagy címzetes érsekek (pl.: Varga Lajos váci segédpüspök, egyben Sicca Veneria címzetes püspöke is, valamint Michael August Blume magyarországi apostoli nuncius, egyben alessanói címzetes érsek is.)

### Segédpüspökök és koadjutorok
Ha az adott egyházmegye szükségletei úgy kívánják, a megyés püspök segítésére egy vagy több segédpüspököt neveznek ki. A segédpüspök nem rendelkezik utódlási joggal. Ha a Szentszék úgy látja, az adott megyés püspök mellé utódlási joggal felruházott püspököt nevezhet ki, ezt a püspököt koadjutor püspöknek nevezik. Ilyen volt Magyarországon dr. Bábel Balázs, akit a Kalocsa-Kecskeméti főegyházmegye koadjutor érsekének nevezett ki a pápa 1999 februárjában a már beteg Dankó László érsek mellé, akinek júniusi halála után átvette a főegyházmegye kormányzását.

### A püspöki konferencia
A II. vatikáni zsinat óta a püspökök ún. püspöki konferenciákban dolgoznak. Egy meghatározott terület, általában egy ország püspökei alkotják az adott terület püspöki karát.
Magyarországon a Magyar Katolikus Püspöki Konferencia működik.
- Elnök:
  - Veres András győri megyés püspök, 2015-től a Magyar Katolikus Püspöki Konferencia elnöke,[9] a MKPK Állandó Tanácsának tagja
- Tagok:
  - Erdő Péter bíboros, prímás, esztergom–budapesti érsek, 2005-2015 közt a Magyar Katolikus Püspöki Konferencia elnöke, a MKPK Állandó Tanácsának tagja
  - Ternyák Csaba egri érsek
  - Udvardy György veszprémi érsek, pécsi apostoli kormányzó, a MKPK elnökhelyettese, a MKPK Állandó Tanácsának tagja
  - Bábel Balázs kalocsa–kecskeméti érsek
  - Szocska Ábel OSBM, nyíregyházi megyés püspök
  - Varga László kaposvári megyés püspök
  - Palánki Ferenc debrecen–nyíregyházi megyés püspök
  - Spányi Antal székesfehérvári megyés püspök
  - Marton Zsolt váci megyés püspök
  - Kiss-Rigó László szeged–csanádi megyés püspök
  - Kocsis Fülöp hajdúdorogi görögkatolikus metropolita
  - Bíró László tábori püspök
  - Varga Lajos váci segédpüspök
  - Cserháti Ferenc a külföldi magyarok lelkipásztori ellátásával megbízott esztergom–budapesti segédpüspök
  - Székely János szombathelyi megyés püspök, a MKPK állandó tanácsának tagja
  - Orosz Atanáz miskolci görögkatolikus püspök
  - Snell György esztergom-budapesti segédpüspök
  - Mohos Gábor esztergom-budapesti segédpüspök, címzetes iliturgi püspök
  - Felföldi László kinevezett pécsi megyés püspök
- A Magyar Katolikus Püspöki Konferencia nem püspök tagja:
  - Hortobágyi T. Cirill OSB, pannonhalmi főapát
- Nyugállományban lévő püspökök:
  - Balás Béla nyugalmazott kaposvári megyés püspök
  - Bosák Nándor nyugalmazott debrecen–nyíregyházi megyés püspök
  - Gyulay Endre nyugalmazott szeged-csanádi megyés püspök
  - Katona István nyugalmazott egri segédpüspök
  - Keresztes Szilárd nyugalmazott hajdúdorogi görögkatolikus megyés püspök
  - Mayer Mihály nyugalmazott pécsi megyés püspök
  - Pápai Lajos nyugalmazott győri megyés püspök
  - Ladocsi Gáspár korábban tábori püspök, kiérdemesült esztergom–budapesti segédpüspök.[10]
  - Várszegi Asztrik OSB, nyugalmazott pannonhalmi főapát, címzetes culusi püspök
  - Beer Miklós nyugalmazott váci megyés püspök
  - Márfi Gyula nyugalmazott veszprémi érsek

## Püspök azortodoxegyházban
A püspökök a katolikus főpapokhoz hasonlóan az apostolok utódai, akik a papi rend harmadik, legmagasabb fokát képezik. Megilleti őket a tanítás és a vezetés joga. Emellett az ortodox kereszténység is szentségnek tartja az egyházi rendet. A püspök feladata a rábízott részegyház kormányzása, a hívek és a klérus vezetése, és a felszenteléséből származó szentségi hatalom gyakorlása.
Habár nős embert is pappá lehet szentelni, a püspöki hivatalt kizárólag nőtlen férfi töltheti be. Általános gyakorlat, hogy a püspököket a szerzetesek közül választják ki, tehát a tisztséghez szükséges, hogy a jelölt legalább az első szerzetesi fogadalmat letegye, illetve meghatározott időt kolostorban éljen. Ősi kánoni előírás, hogy egy püspök felszenteléséhez legalább három, már felszentelt püspök kézrátétele szükséges.
Fontos alapelv a püspöki kollegialitás, így szentségi értelemben egyetlen püspök sem alárendeltje egy másiknak, még akkor sem, ha az rangban megelőzi őt. A vezető püspök a részegyházban hivatalosan pusztán első az egyenlők közt (primus inter pares). A legmagasabb rangú püspökök a pátriárkák, akik egy egész autokefál (független) egyház élén állnak. A pátriárkák közül a tiszteletbeli első a konstantinápolyi, akit ezért egyetemes, vagy ökumenikus pátriárkának neveznek. Viszont ő sem avatkozhat bele más helyi egyházak saját ügyeibe, és nem áll a többi egyházfő felett. A teljes egyházat érintő ügyekben az összes püspök részvételével tartott egyetemes zsinat az illetékes, ennek mai utódja az ún. pánortodox zsinat.

## Püspök aprotestánsegyházakban
A 16–19. században ezt a funkciót a szuperintendens tölthette be, mert a püspök megnevezést a helytartótanácsi rendeletek, majd a III. Károly király által 1731-ben kiadott Carolina resolutio nem engedélyezte a protestánsok számára, valamint a hivatalos ügyintézést a főgondnok vagy egyházkerületi felügyelő számára tartotta fenn. A püspöki címet a protestánsok csak a dualizmus kora óta használhatják.
A katolikus szóhasználattal ellentétben a protestáns püspökök által vezetett egyházigazgatási egységet nem egyházmegyének, hanem egyházkerületnek nevezik. A protestáns egyházszervezet alulról építkező rendszer. Minden tisztséget választás útján, az összes érintett gyülekezeti tag vagy az általuk delegált testületek szavazatával töltenek be, így a püspöki tisztséget is. A protestáns püspökök jogköre általában korlátozottabb, mint a katolikusoké vagy ortodoxoké, például általában nem ők határozzák meg egyházkerületük lelkészeinek szolgálati helyét. Beszámolási kötelességgel is egy demokratikusan választott testületnek tartoznak. A katolikus gyakorlattal ellentétben nincs külön püspökavatási szertartás, csak -iktatás, amikor az adott lelkészt egy konkrét egyházkerület püspöki tisztségébe iktatják be. Ennélfogva nincsenek segéd- vagy címzetes püspökök. A protestáns egyházak többségében nőket is lelkésszé avatnak, így (Amerikában és Nyugat-Európában) arra is van példa, hogy nők töltenek be püspöki tisztséget.
A református és az evangélikus tábori lelkészek szolgálatát 1922 óta a Magyar Honvédség keretén belül működő közös Protestáns Tábori Püspökség fogja össze. Ennek élén a protestáns tábori püspöki tisztet felváltva töltik be református és evangélikus tábori lelkészek. Jelenleg Jákob János dandártábornok református püspök.

### Püspökség azanglikán egyházban
A mindenkori brit uralkodó egyben az anglikán (és annak megfelelője, a skót) egyház feje, egyik címe: "a Hit Védelmezője". Az angol reformációt, az anglikán egyház és az uralkodó viszonyát az 1530-as években törvények sora formálta. VIII. Henrik szakított a római katolikus egyházzal, elutasította a pápa fennhatóságát az angol egyház fölött, és a pápa helyett magát nyilvánította az anglikán egyház legfelsőbb vezetőjének.
Az egyház és az állam kapcsolatát jelképezi az is, hogy a brit felsőházban ülnek az egyházi főrendek is - angolul: "Lords Spiritual" -, akik Canterbury és York érsekeiből valamint 24 megyés püspökből állnak.
Az érsekeket és a püspököket a király/nő nevezi ki a miniszterelnök előterjesztése alapján, abból a névlistából, melyet egyházi bizottság állít össze. Kinevezésükkor hűségesküt tesznek az
uralkodóra (az anglikán plébánosok is), és az uralkodó engedélye nélkül nem mondhatnak le.

### Püspökség aMagyarországi Református Egyházban
- Dunántúli Egyházkerület: Steinbach József püspök, a Zsinat lelkészi elnöke
- Dunamelléki Egyházkerület: Balog Zoltán püspök
- Tiszáninneni Egyházkerület: Barna Sándor püspök
- Tiszántúli Egyházkerület: Dr. Fekete Károly püspök

### Püspökség aMagyarországi Evangélikus Egyházban
Az evangélikus püspök az egyházkerület lelkészi elnöke. Lelkészi szolgálatának jellegében egyenrangú a többi lelkésszel. De van néhány sajátos feladata (ld. lejjebb). A többi lelkésztől eltérően Luther-kabátján keresztet visel. Több évszázados hagyomány alapján Magyarországon a püspökök mellett, társelnökökként egy-egy választott világi elnök: egyházkerületi felügyelő is áll az egyházkerületek élén. Együtt és közös felelősséggel vezetik és képviselik az egyházkerületet. Az egyházkerületek püspökei közül választják az egyház lelkészi vezetőjét, az elnök-püspököt. (Az ő laikus elnöktársa az országos felügyelő.) Az egyházkerületek püspökeit tömörítő testület a Püspöki Tanács, melynek a feladata az evangélikus egyház lelki életének egységes és közös irányítása.
A püspök legfontosabb feladatai:
- őrködik az egyház egységén

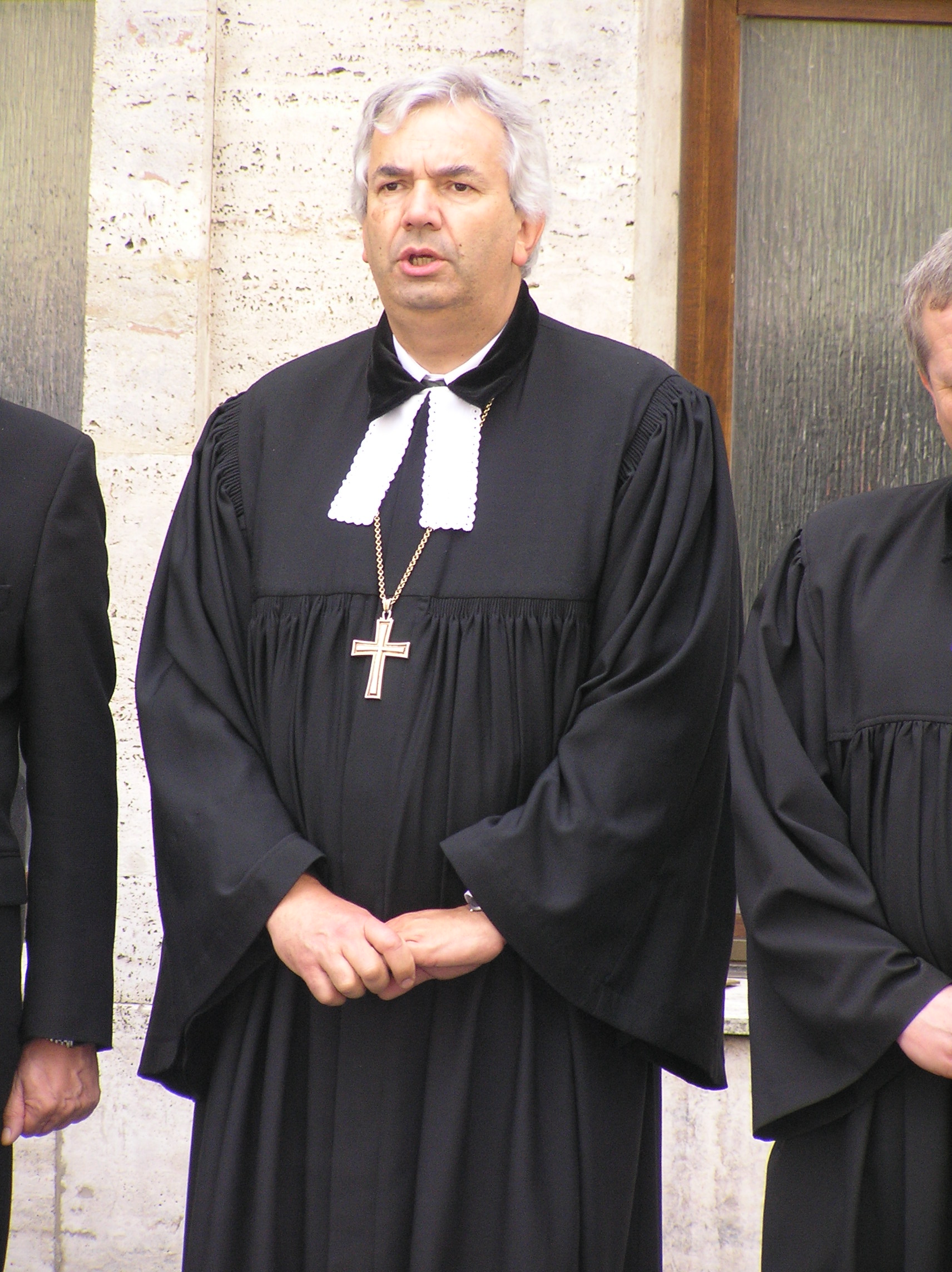
Evangélikus püspök liturgikus öltözetben - Luther-kabát és kereszt

- felügyel arra, hogy a lelkészek híven töltsék be szolgálatukat
- vigyáz az egyházi szolgálat folyamatosságára az egyházközségekben és intézményekben
- pásztorolja az egyházkerület lelkészeit
- felügyeli a leendő lelkészek képzését és nevelését
- felelős, hogy az egyházkerületben az egyház törvényeit megtartsák
- felavatja a lelkészjelölteket
- felszenteli a templomokat, intézményeket, gyülekezeti házakat, orgonákat és harangokat
- részt vesz a liturgikus rend megállapításában[14]

Ma Magyarországon három evangélikus egyházkerület működik (déli, északi, nyugati-dunántúli), ezek élén egy-egy püspök és egy-egy egyházkerületi felügyelő áll. A Magyarországi Evangélikus Egyház jelenlegi püspökei:
- Dr. Fabiny Tamás elnök-püspök – Északi Egyházkerület (Buda, Bécsi kapu tér)
- Kondor Péter – Déli Egyházkerület (Pest, Deák tér)
- Szemerei János – Nyugati (Dunántúli) Egyházkerület (Győr)

Határon túli magyar evangélikus püspök:
- Adorjáni Dezső Zoltán – Romániai Evangélikus-Lutheránus Egyház (Kolozsvár)

Nyugalmazott és lejárt mandátumú püspökök:
- Gáncs Péter - Déli Egyházkerület
- D. Dr. Harmati Béla – Déli Egyházkerület
- Ittzés János – Nyugati (Dunántúli) Egyházkerület
- Dr. Lackner Pál – Protestáns Tábori Püspökség
- Mózes Árpád – Romániai Evangélikus-Lutheránus Egyház
- Dr. Nagy Gyula – Északi Egyházkerület
- Pátkai Róbert – Angliai Evangélikus Egyház
- D. Szebik Imre – Északi Egyházkerület

Egy-egy egyházkerületet több (öt vagy hat) egyházmegye alkot, ezek élén az esperesek és az egyházmegyei felügyelők állnak. Egy-egy egyházmegye több gyülekezetből épül fel, melyeknek hívei között a választott lelkészek szolgálnak, elnöktársaik pedig a gyülekezeti felügyelők. 1952-ig a Magyarországi Evangélikus Egyház négy egyházkerületből (bányai, dunáninneni, dunántúli, tiszai) épült fel, 1952 és 2000 között kettőből (déli, északi), 2000 óta él a jelenlegi három egyházkerületes rendszer.
Az egyházkerület püspökét a gyülekezetek választják meg. A püspökké választhatóság feltétele a 15 éves lelkészi és ebből legalább 5 év gyülekezeti lelkészi szolgálat, és a be nem töltött 60. életév. A kerület püspöke hivatalát nyugdíjazásáig tölti be. A nyugdíjkorhatár jelenleg 65 év, de az ezt megelőző és ezt követő 2 éves időszakban maga választhatja meg annak időpontját. A püspöki címet nyugdíjba vonulása után is használhatja.

### Püspökség aMagyarországi Unitárius Egyházban
Az egyetlen magyar alapítású egyház, az unitárius egyház egyetlen központja sokáig Kolozsvár volt. A Trianon utáni Magyarország területén maradt hívek egészen 1968-ig továbbra is az erdélyi központú egyházi szervezethez tartoztak, melynek keretén belül egy püspöki helynök intézte a magyarországi ügyeket. Ekkor, a tordai országgyűlés négyszázadik évfordulóján megalakult az önálló magyarországi unitárius egyház. Ennek legutóbbi püspöke Rázmány Csaba volt, aki 2009. július 15-én elhunyt. Halálát követően megindultak az egyeztetések a két unitárius egyházrész szervezeti egyesítéséről, aminek eredményeként 2010. november 20-án a Magyarországi Unitárius Egyház Képviselő Tanácsa elfogadta az egység helyreállításáról szóló egyezményt. Így – jogilag az egységes Alaptörvény elfogadásától kezdve – a magyarországi unitárius közösség hitéletét is újra az egységes egyház püspöke irányítja.

### Püspökség aMagyarországi Baptista Egyházban
A baptista egyházszervezet ellentétben a katolikus egyházzal, nem felülről szerveződik, hanem alulról. Az egyházi hierarchia kialakulását a legtöbb protestáns közösségnél is jobban igyekszik elkerülni. Ebből a speciális helyzetből adódik, hogy a Magyarországi Baptista Egyháznak hivatalosan nincsen egyetlen püspöke sem. A közösség tanítása szerint, ha bibliai értelemben vizsgáljuk a kérdést, akkor minden lelkipásztor egyben püspök is. A legfőbb püspök maga Jézus.
A Magyarországi Baptista Egyházban is léteznek egyházkerületek, azonban ezek csupán adminisztratív célokra szolgálnak. A vezetés a gyülekezetek kezében van. A gyülekezetek szövetségének elnökét a küldöttek választják. Az elnökség nem rendelkezik olyan jogosultságokkal, mint a legtöbb keresztény egyházban.

## Püspök amormon egyházakban
A keresztény egyházak többségével ellentétben a mormonizmust követő egyházakban a püspök egyetlen gyülekezetért felel. Joseph Smith halálával zavar keletkezett az általa alapított egyházban, így több mormon felekezet jött létre, melyeknél az egyházszervezetük különbözősége miatt különbségek adódhatnak a püspök feladataiban és felelősségi köreiben is.

### PüspökségAz Utolsó Napi Szentek Jézus Krisztus Egyházában
A püspök a helyi gyülekezet (vagyis az egyházközség) vezetője, a lelkészhez, paphoz vagy rabbihoz hasonló feladatkörökkel. Az Utolsó Napi Szentek Jézus Krisztus Egyházában e tisztség betöltéséért nem jár fizetség.
Minden püspököt két tanácsos segít. Az így alkotott püspökség felügyeli az egyházközség tagjainak lelki és szociális szükségleteit. A püspök gyülekezete minden tagját segíti a Jézus Krisztus követésére irányuló erőfeszítéseiben. A lelki dolgok mellett a püspök a jóléti segítségnyújtáson keresztül olyan egyháztagoknak segít önellátóvá válni, akik pénzügyi vagy egyéb nehézségekkel küszködnek. Emellett a püspök felügyel olyan gyakorlati területeket, mint a feljegyzések, a jelentések, a pénzügyek, valamint az egyháztagok által használt gyülekezeti ház.
A püspökök általában körülbelül öt évig szolgálnak. A püspökök a cövekelnököknek tesznek jelentést, és ezek a helyi vezetők jelentős helyi autonómiával rendelkezve hoznak döntéseket egyházközségeik és cövekeik tagjaival kapcsolatban.

### PüspökKrisztus Közösségében
A püspök Krisztus Közösségében Jézus Krisztust képviseli, nagylelkűségből teljesíti szolgálatát, kifejezi Isten kegyelmét és különböző papságviselőket mentorál. Kiemelten hirdetik és elősegítik az Isten nagylelkű kegyelmére adott választ, és az egyháztagokat segíti, hogy ők Jézus Krisztus küldetését lehetőségeikhez képest támogatni tudják.